# Guanshui Zhen
Guanshui Zhen (kinesiska: 灌水镇, 灌水) är en köping i Kina. Den ligger i provinsen Liaoning, i den nordöstra delen av landet, omkring 140 kilometer sydost om provinshuvudstaden Shenyang. Antalet invånare är 29808. Befolkningen består av 13 622 kvinnor och 16 186 män. Barn under 15 år utgör 13,0 %, vuxna 15-64 år 77 %, och äldre över 65 år 8,0 %.
Genomsnittlig årsnederbörd är 1 470 millimeter. Den regnigaste månaden är juli, med i genomsnitt 478 mm nederbörd, och den torraste är januari, med 12 mm nederbörd.